# 施泰因內斯海角
69°22′S 76°34′E / 69.367°S 76.567°E
施泰因內斯角是南極洲的海角，位於普里茲灣東南岸，處於拉斯曼丘陵東北面7公里，該海角由挪威探險隊根據空中照片繪入地圖。